# 西區社區中心
西區社區中心，是一座位於香港港島西營盤的社區會堂，建築物前身為舊贊育醫院（Tsan Yuk Hospital），是一所由英國倫敦傳道會創辦的私營婦產科醫院。贊育醫院於1955年遷至醫院道，建築物改為作社區中心。

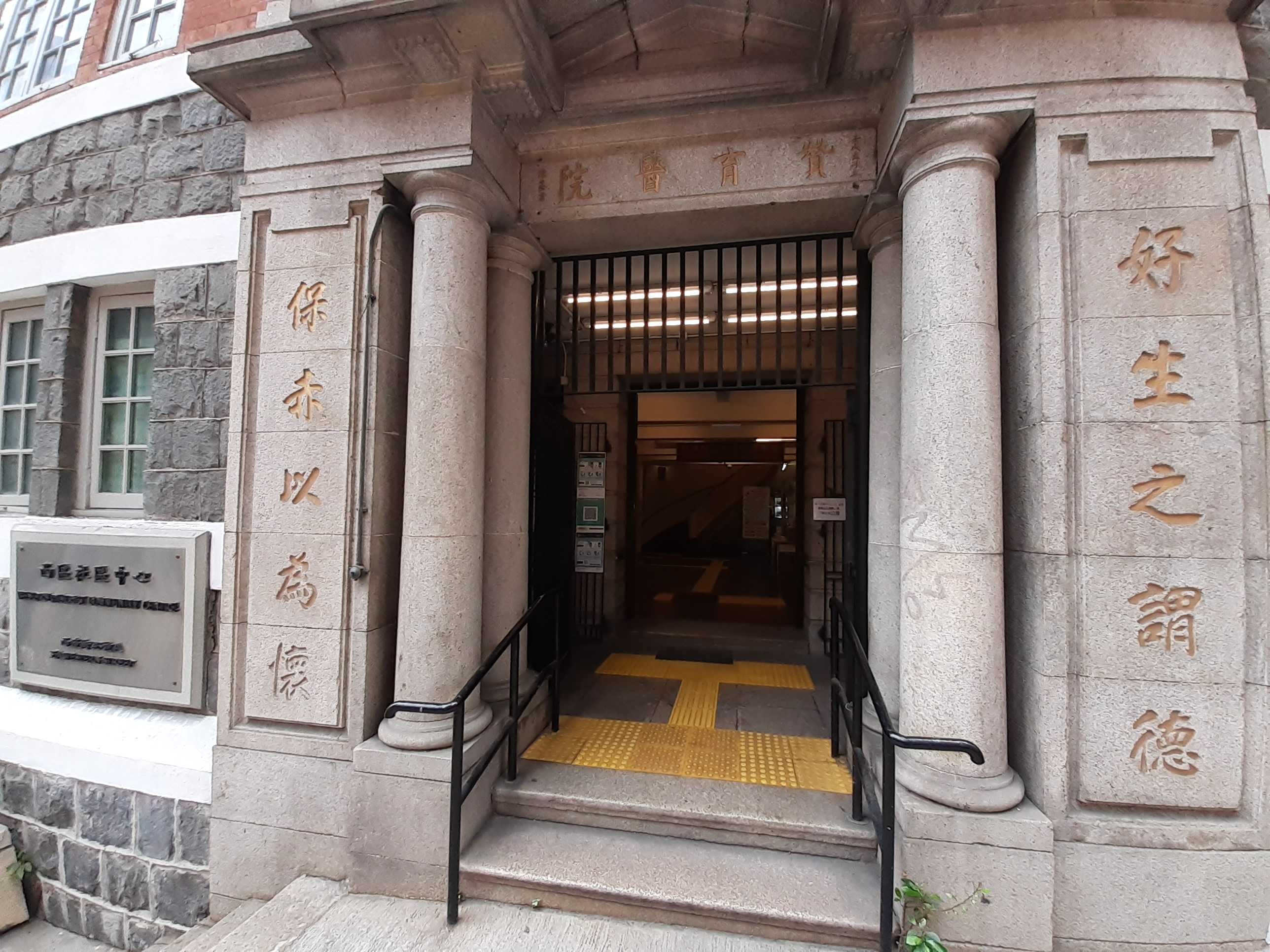
舊贊育醫院（西區社區中心）正門

舊贊育醫院主樓於2009年12月18日被古物諮詢委員會評定為香港一級歷史建築。

## 歷史

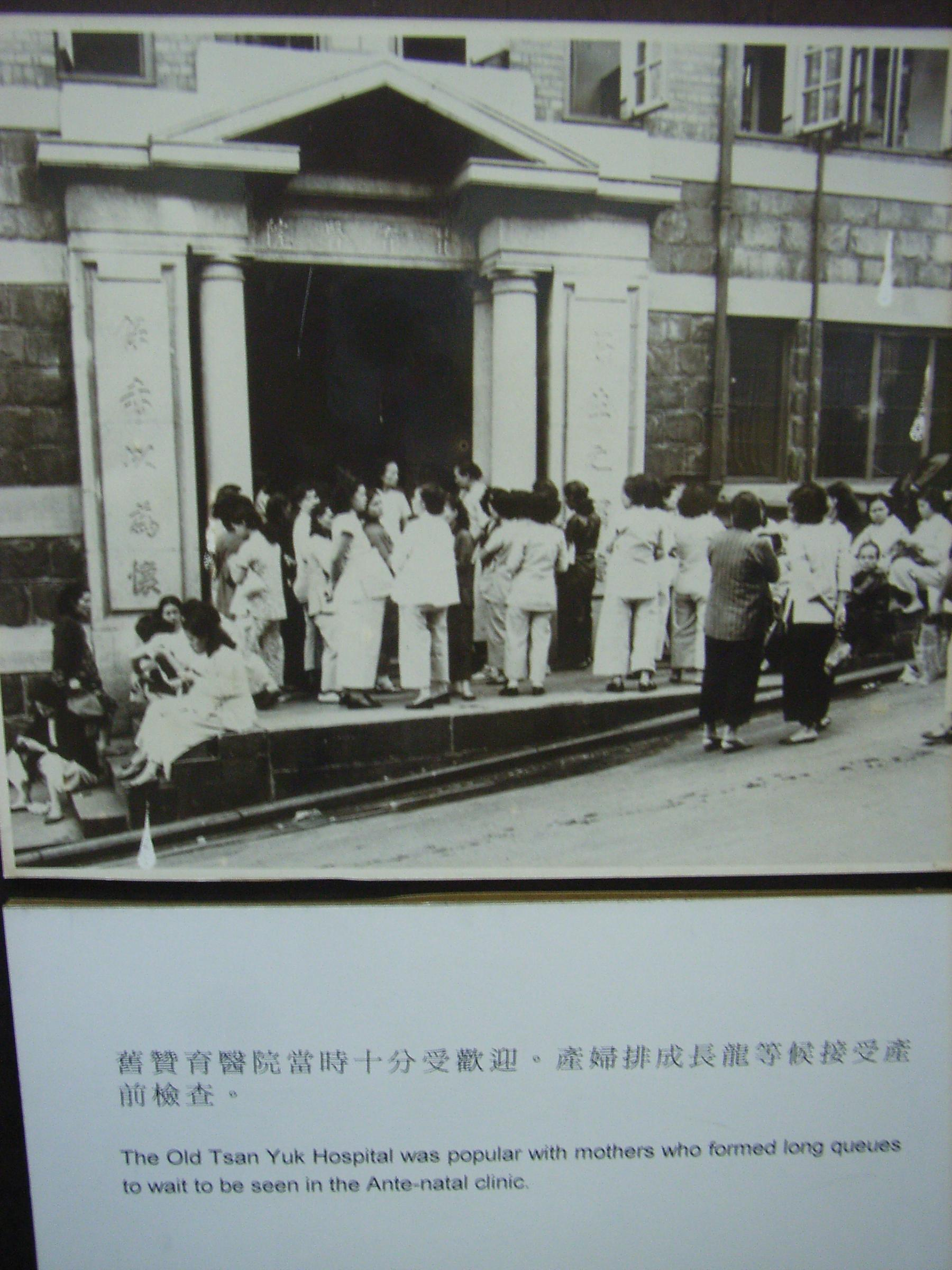
贊育醫院歷史照片

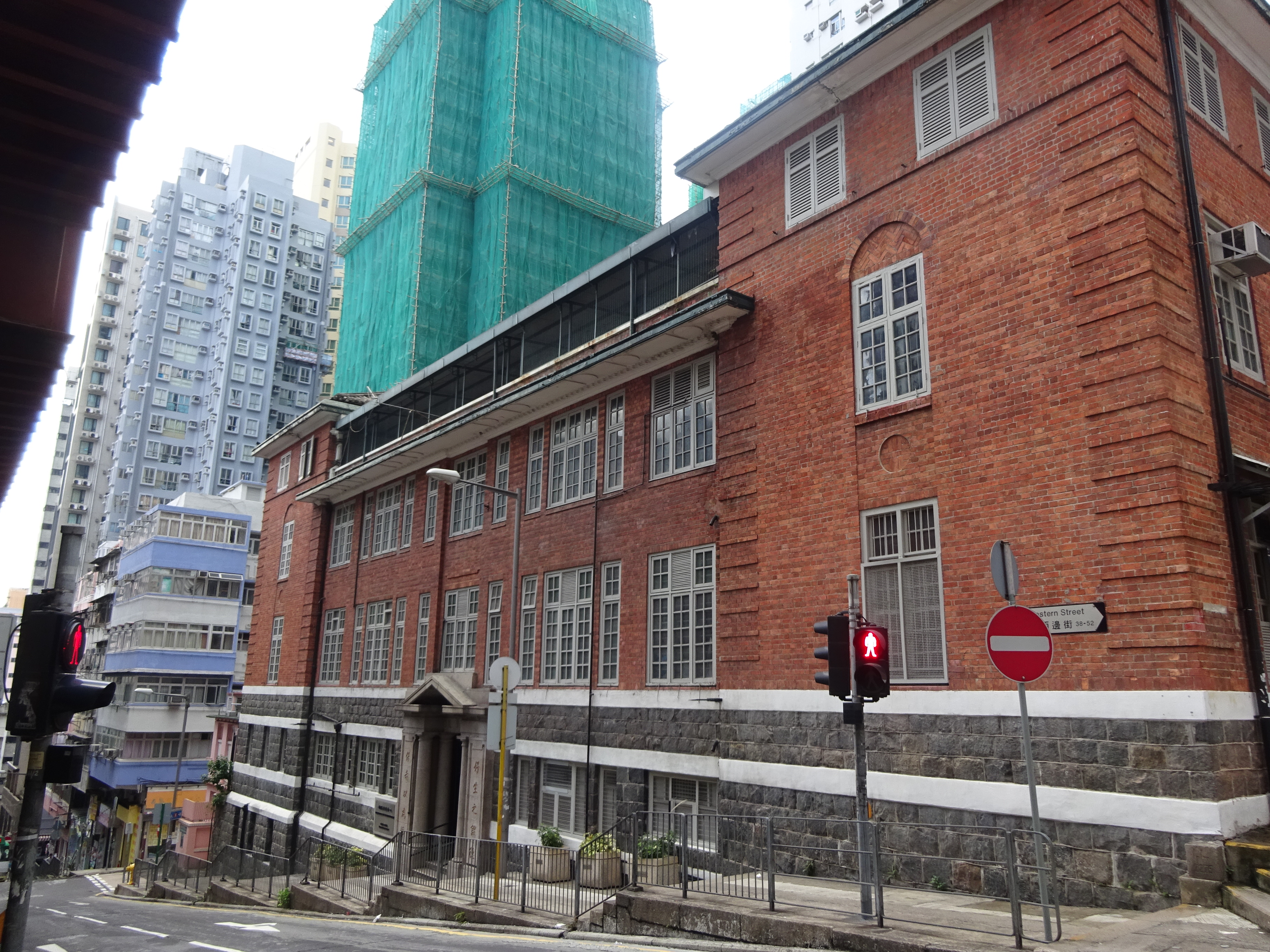
舊贊育醫院，由第三街向維港方向望

贊育醫院於1922年由英國倫敦傳道會創辦，為一所由華人公共診所委員會管理的私營婦產科醫院。建築物由醫院大樓、職員宿舍及員工宿舍組成。自1923年開始，贊育醫院招收第一批華人助產士學護，直至1937年瑪麗醫院落成為止。香港政府於1934年接手管理，贊育醫院成為公營醫院，並於1937年成為香港大學醫學院的教學醫院，專門培訓產科及兒科醫生及護士。
1955年6月13日，贊育醫院遷至醫院道現址，原建築物改為「贊育社會服務中心」，於1973年改為「西區社區中心」。

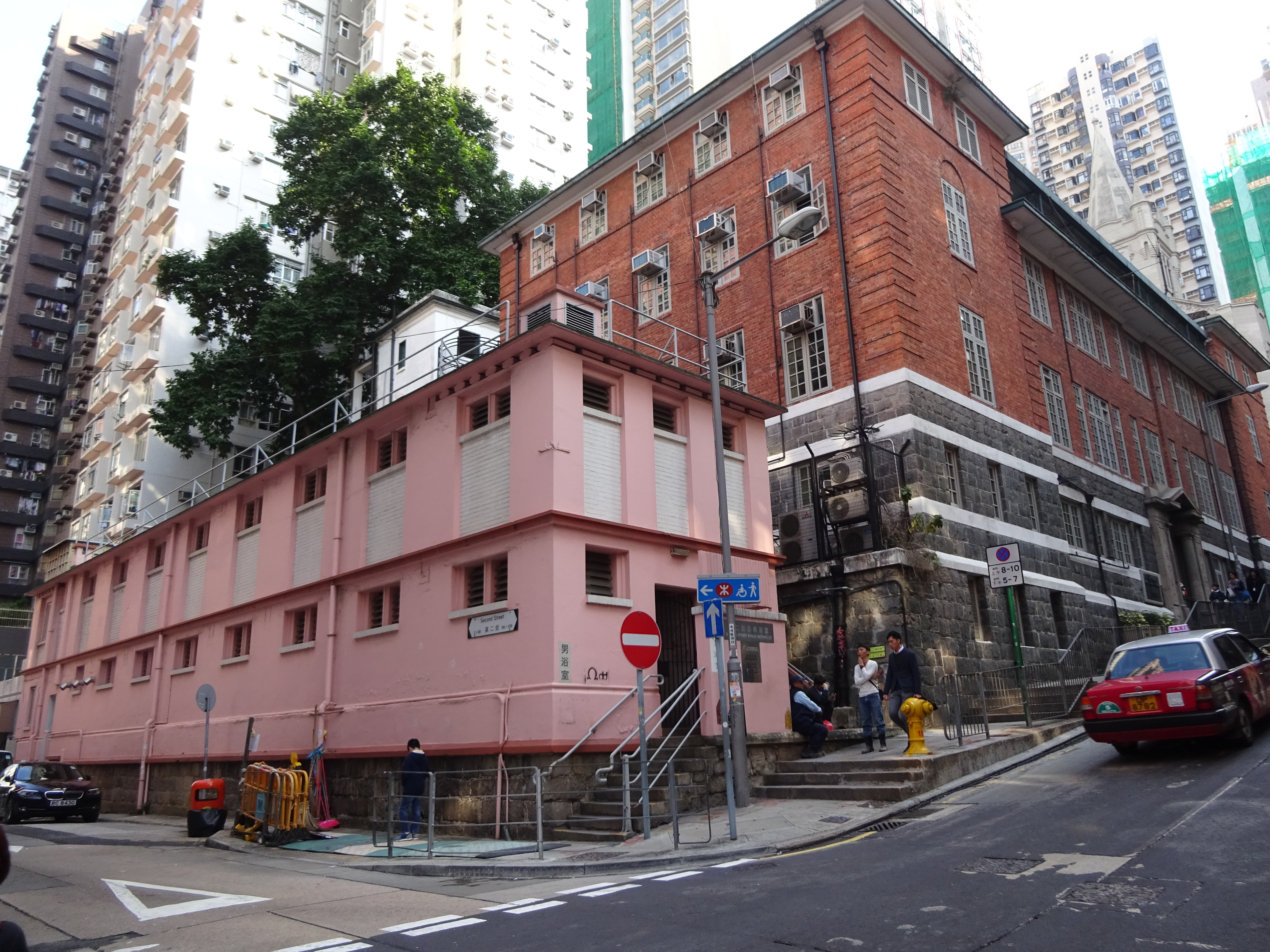
舊贊育醫院，由第二街向半山方向望。

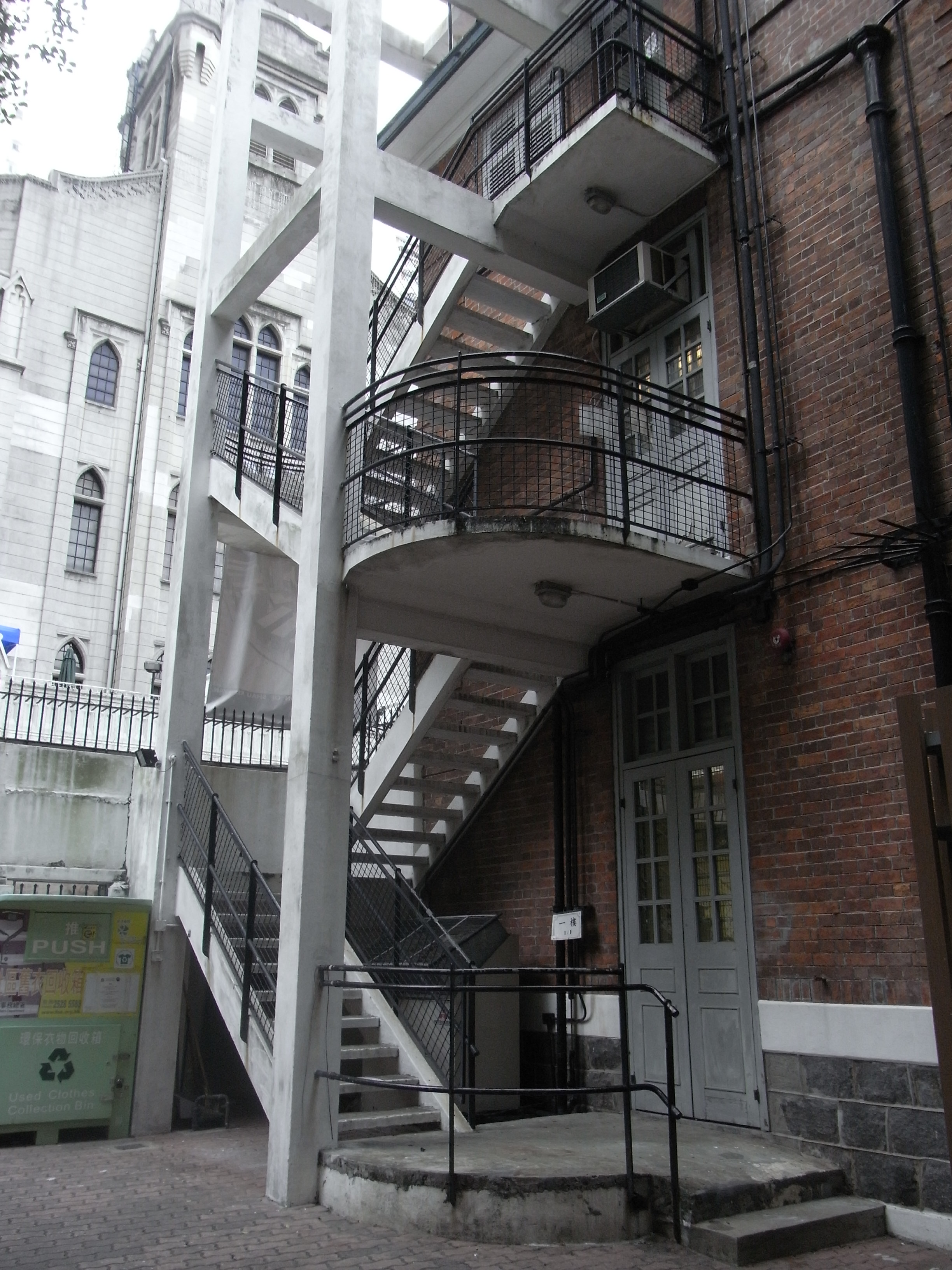
舊贊育醫院外樓梯

## 租借團體
現時該社區中心租借予社會團體用作為辦公室和其他活動室、展覽室、演講室等。租用機構有：
- 仁濟醫院中醫診所及朗晴復康中心
- 香港童軍港島西區
- 通善壇互助幼兒中心及課餘托管服務
- 圓玄軒婦女中心
- 聖雅各福群會市區重建社區服務隊
- 香港兒童權利委員會
- 西營盤街坊福利會
- 中西區推廣使用資訊科技委員會電腦教坊
- 香港母乳育嬰協會
- 香港文化古蹟資源中心

## 鄰近
- 救恩學校
- 香港崇真會救恩堂
- 第二街
- 第三街

## 相關
- 西約華人公立醫局
- 西營盤社區綜合大樓
- 中西區文物徑第16站[1]
- 香港童軍港島地域西區區會
- 舊贊育醫院附屬建築物（現為長春社文化古蹟資源中心）

## 外部連結
- 電影服務統籌科：西區社區中心 （页面存档备份，存于）
- 中西區文物徑 ─ 西區及山頂線：舊贊育產科醫院 (西區社區中心)
- 【【西區古蹟】紅磚歐式建築 舊贊育產科醫院︱kennechu.info （页面存档备份，存于）